# Cantó de Sillé-le-Guillaume
El cantó de Sillé-le-Guillaume és un cantó francès del departament de Sarthe, situat al districte de Mamers. Té 10 municipis i el cap es Sillé-le-Guillaume.

## Municipis
- Crissé
- Le Grez
- Mont-Saint-Jean
- Neuvillette-en-Charnie
- Parennes
- Pezé-le-Robert
- Rouessé-Vassé
- Rouez-en-Champagne
- Saint-Rémy-de-Sillé
- Sillé-le-Guillaume

## Història
| Data d'elecció                           | Identitat         | Partit                     | Qualitat |
| ---------------------------------------- | ----------------- | -------------------------- | -------- |
| 1945-1951                                | Dr. Touzard       | MRP                        |          |
| 1951-1970                                | Clément Veau      | MRP, després Divers droite |          |
| 1970-1976                                | Ernest Chevreuil  | Divers droite              |          |
| 1976-1988                                | Gérard Chasseguet | UDR, després RPR           |          |
| 1988-                                    | Michel Quillet    | Divers gauche              |          |
| les dades anteriors no són pas conegudes |                   |                            |          |
|                                          |                   |                            |          |

## Demografia
| A partir de 1990: Població sense dobles comptes |